# Neufgrange
Ne doit pas être confondu avec Neuves-Granges.
Neufgrange est une commune française située dans le département de la Moselle et le bassin de vie de la Moselle-Est, en région Grand Est.

## Géographie

### Communes limitrophes
| Sarreguemines | Rémelfing  | Sarreinsming       |
| Hambach       | Neufgrange | Zetting            |
| Hambach       | Hambach    | Siltzheim Bas-Rhin |

### Hydrographie
La commune est située dans le bassin versant du Rhin au sein du bassin Rhin-Meuse. Elle est drainée par le ruisseau de Neufgrange, le ruisseau le Flettwiesergraben et le ruisseau le Steinbach.

### Climat
Pour des articles plus généraux, voir Climat du Grand Est et Climat de la Moselle.
En 2010, le climat de la commune est de type climat des marges montargnardes, selon une étude du Centre national de la recherche scientifique s'appuyant sur une série de données couvrant la période 1971-2000. En 2020, Météo-France publie une typologie des climats de la France métropolitaine dans laquelle la commune est exposée à un climat semi-continental et est dans la région climatique  Vosges, caractérisée par une pluviométrie très élevée (1 500 à 2 000 mm/an) en toutes saisons et un hiver rude (moins de 1 °C). 
Pour la période 1971-2000, la température annuelle moyenne est de 9,9 °C, avec une amplitude thermique annuelle de 17,1 °C. Le cumul annuel moyen de précipitations est de 888 mm, avec 12 jours de précipitations en janvier et 9,4 jours en juillet. Pour la période 1991-2020, la température moyenne annuelle observée sur la station météorologique de Météo-France la plus proche, « Kappelkinger_sapc », sur la commune de Kappelkinger à 16 km à vol d'oiseau, est de 10,6 °C et le cumul annuel moyen de précipitations est de 772,6 mm. 
La température maximale relevée sur cette station est de 38,8 °C, atteinte le 25 juillet 2019 ; la température minimale est de −19,6 °C, atteinte le 26 décembre 2010,,. 
Les paramètres climatiques de la commune ont été estimés pour le milieu du siècle (2041-2070) selon différents scénarios d'émission de gaz à effet de serre à partir des nouvelles projections climatiques de référence DRIAS-2020. Ils sont consultables sur un site dédié publié par Météo-France en novembre 2022.

## Urbanisme

### Typologie
Au 1er janvier 2024, Neufgrange est catégorisée commune rurale à habitat dispersé, selon la nouvelle grille communale de densité à sept niveaux définie par l'Insee en 2022.
Elle appartient à l'unité urbaine de Sarreguemines (partie française), une agglomération internationale regroupant sept  communes, dont elle est une commune de la banlieue,,. Par ailleurs la commune fait partie de l'aire d'attraction de Sarreguemines (partie française), dont elle est une commune de la couronne,. Cette aire, qui regroupe 48 communes, est catégorisée dans les aires de 50 000 à moins de 200 000 habitants,.

### Occupation des sols
L'occupation des sols de la commune, telle qu'elle ressort de la base de données européenne d’occupation biophysique des sols Corine Land Cover (CLC), est marquée par l'importance des territoires agricoles (65,6 % en 2018), en augmentation par rapport à 1990 (62,8 %). La répartition détaillée en 2018 est la suivante : 
prairies (41,9 %), zones urbanisées (18,4 %), forêts (16 %), terres arables (14,5 %), zones agricoles hétérogènes (9,2 %). L'évolution de l’occupation des sols de la commune et de ses infrastructures peut être observée sur les différentes représentations cartographiques du territoire : la carte de Cassini (XVIIIe siècle), la carte d'état-major (1820-1866) et les cartes ou photos aériennes de l'IGN pour la période actuelle (1950 à aujourd'hui).

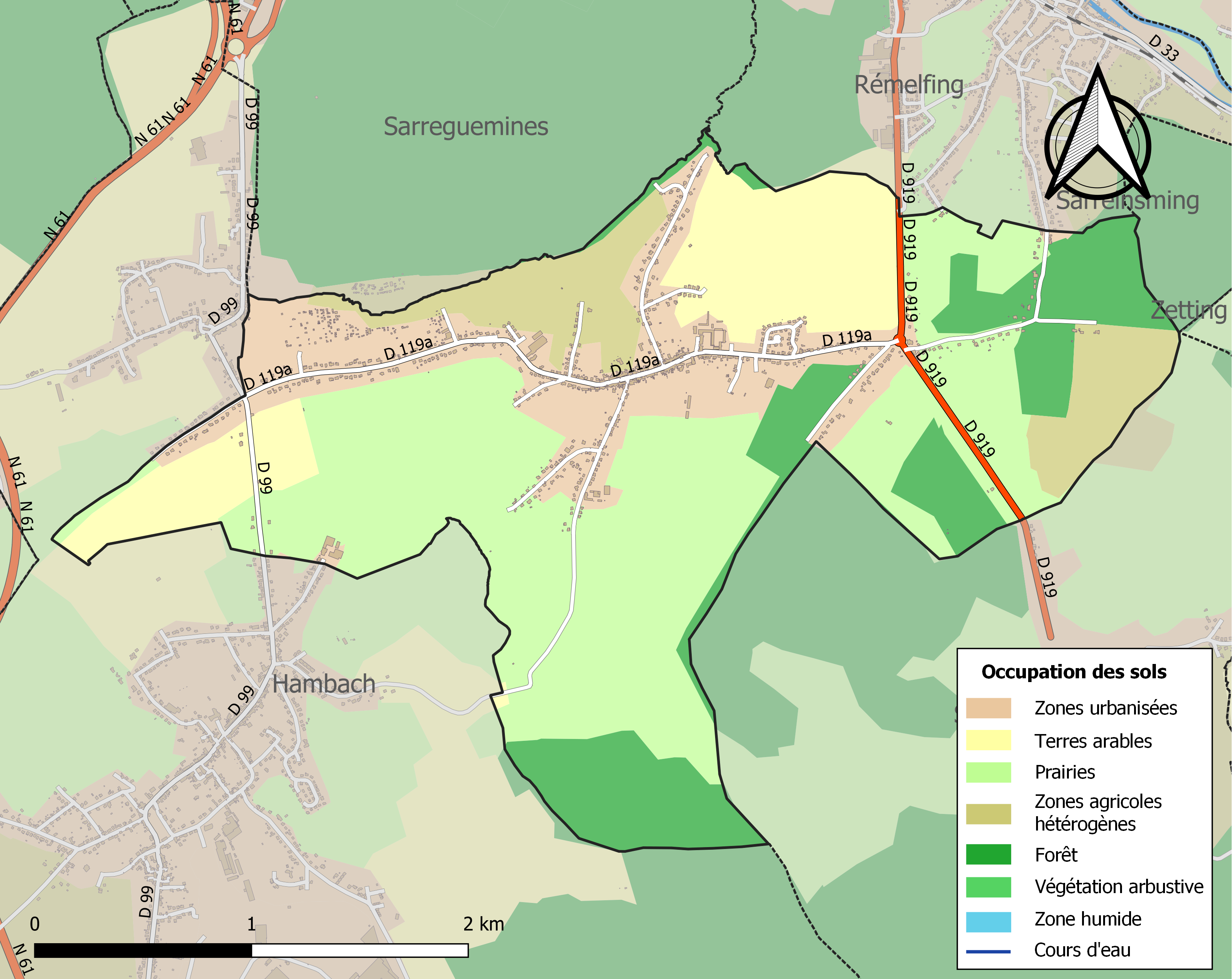
Carte des infrastructures et de l'occupation des sols de la commune en 2018 (CLC).

## Toponymie
- Anciennes mentions : Newscheuren (1592 et 1594) ; Neu-Scheuern (1600) ; Scheuern (1614) ; Neucher, Neufchere, Neuvegrange et Neufgrange (1750) ; Neufgrange (1793) ; Neuscheuern (1871-1918).
- En francique lorrain : Schire[14] et Nej-schire. En allemand : Neuscheuren[15].
- Durant le XIXe siècle, Neufgrange était également connu sous l'alias de Neu-Schiren[16].
- neufve grange est la traduction du germanique neue scheuer[17], bien que le mot grange (< gallo-roman *GRANICA) soit féminin, on écrit Neuf-. L'ancien français admet un homonyme de l'allemand Scheuer (forme féminine, issue du vieux haut allemand scûra), à savoir escure qui ne subsiste qu'en toponymie (cf. Xures, Meurthe-et-Moselle; Escures, Calvados; Équirre, Nord-Pas-de-Calais). Il est sans doute issu du vieux bas francique *skûr (cf. néerlandais schuur, vieux haut allemand scûr).

## Histoire
- Dépendait de l'ancienne province de Lorraine, dans la châtellenie de Sarreguemines.
- Village détruit au cours de la guerre de Trente Ans et reconstruit.
- Érigée en paroisse en 1756.

## Politique et administration
| Période                                  | Période   | Identité         | Étiquette | Qualité |
| ---------------------------------------- | --------- | ---------------- | --------- | ------- |
| 1953                                     | 1999      | Raymond Lampert  |           |         |
| mars 1999                                | mars 2014 | Célestin Barthel | SE        |         |
| mars 2014                                | mai 2020  | Gérard Ledig     | SE        |         |
| mai 2020                                 | En cours  | Sandrine Momper  |           |         |
| Les données manquantes sont à compléter. |           |                  |           |         |

## Démographie
L'évolution du nombre d'habitants est connue à travers les recensements de la population effectués dans la commune depuis 1793. Pour les communes de moins de 10 000 habitants, une enquête de recensement portant sur toute la population est réalisée tous les cinq ans, les populations de référence des années intermédiaires étant quant à elles estimées par interpolation ou extrapolation. Pour la commune, le premier recensement exhaustif entrant dans le cadre du nouveau dispositif a été réalisé en 2008.

En 2022, la commune comptait 1 349 habitants, en évolution de −4,46 % par rapport à 2016 (Moselle : +0,52 %, France hors Mayotte : +2,11 %).
| 1793 | 1800 | 1806 | 1821 | 1836 | 1841 | 1861 | 1866 | 1871 |
| ---- | ---- | ---- | ---- | ---- | ---- | ---- | ---- | ---- |
| 215  | 316  | 322  | 618  | 480  | 445  | 450  | 511  | 533  |

| 1875 | 1880 | 1885 | 1890 | 1895 | 1900 | 1905 | 1910 | 1921 |
| ---- | ---- | ---- | ---- | ---- | ---- | ---- | ---- | ---- |
| 554  | 565  | 566  | 587  | 602  | 599  | 622  | 631  | 633  |

| 1926 | 1931 | 1936 | 1946 | 1954 | 1962 | 1968 | 1975  | 1982  |
| ---- | ---- | ---- | ---- | ---- | ---- | ---- | ----- | ----- |
| 670  | 747  | 757  | 681  | 727  | 771  | 936  | 1 000 | 1 107 |

| 1990  | 1999  | 2006  | 2008  | 2013  | 2018  | 2022  | - | - |
| ----- | ----- | ----- | ----- | ----- | ----- | ----- | - | - |
| 1 234 | 1 270 | 1 342 | 1 362 | 1 403 | 1 366 | 1 349 | - | - |

## Culture locale et patrimoine

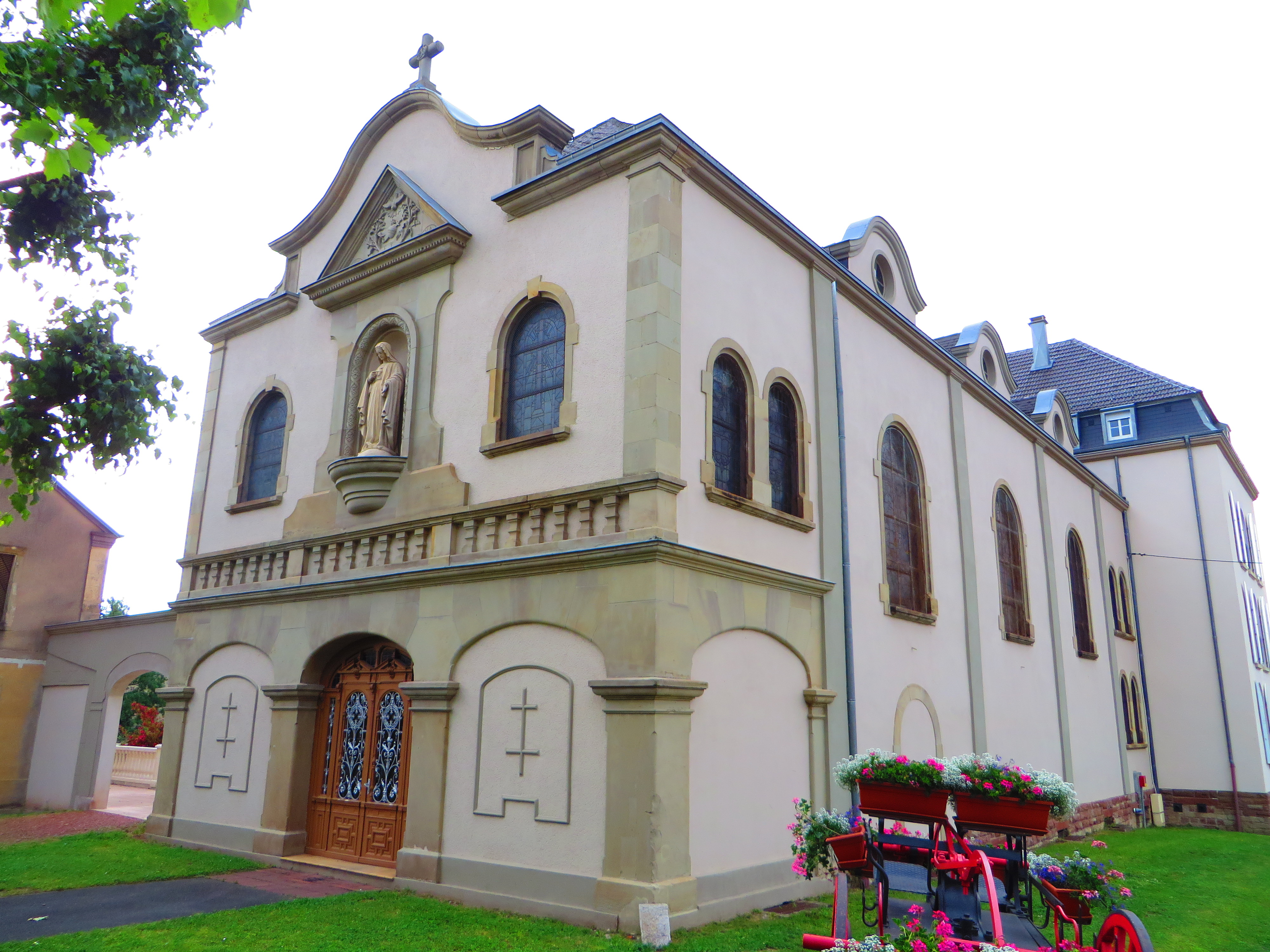
Chapelle de l'ancien couvent des Pères spiritains

### Lieux et monuments
- Château construit vers 1761 pour le baron Jean-Nicolas de Jacquemin, occupé par le couvent et l'école des pères spiritains désormais fermé.
- Église Saint-Michel 1761, agrandie 1882, restaurée en 1962-1965.
- Chapelle de l'ancien couvent des Pères spiritains, aujourd'hui Institut Saint-Joseph.

### Héraldique
| Blason de Neufgrange | Blason  | D'azur à la fasce d'or à la bordure d'argent chargée de huit coquilles de gueules. |
| Blason de Neufgrange | Détails | Le statut officiel du blason reste à déterminer.                                   |